# باربرا كوهن (مؤلفة)
باربرا كوهن (بالإنجليزية: Barbara Cohen)‏ (1932 - 1992)؛ كاتِبة مُتخصِّصة في أدب الأطفال وروائية أمريكية.